# Glyphembia teapae
Glyphembia teapae är en insektsart som beskrevs av Ross 2003. Glyphembia teapae ingår i släktet Glyphembia och familjen Anisembiidae. Inga underarter finns listade i Catalogue of Life.